# Maluti a Phofung
Maluti a Phofung es un municipio local sudafricano situado en el distrito de Thabo Mofutsanyana, en la provincia de Estado Libre.

## Superficie
Maluti a Phofung tiene una superficie de 4338 km².

## Demografía
En 2022, tenía 398 459habitantes, una densidad poblacional de 91,86 hab./km², y 115 151 viviendas.